# Concha Morell
Concepción Morell Nicolao (Córdoba, 13 de marzo de 1864- Monte (Santander), 22 de abril de 1906) también conocida como Concepción Ruth Morell Nicolao y Concha Ruth Morell fue una actriz, maestra laica y escritora española que inspiró el personaje de Tristana, de la novela del mismo nombre a Benito Pérez Galdós con quien mantuvo una relación de la que ha quedado constancia en un epistolario cruzado.

## Trayectoria
Era hija de María Dolores Nicolau Redel, cordobesa y de Manuel Morell Gómez, un ebanista valenciano instalado hacía poco tiempo en Córdoba cuando contrajo matrimonio en 1851. Poco tiempo después, el matrimonio emigró a América donde vivió en diferentes países. Trece años más tarde, María Dolores Nicolau volvió a Córdoba viuda, según dijo, y embarazada de Concha, que nació el 13 de marzo de 1864. Tras vivir unos años en Córdoba, madre e hija, rechazadas socialmente, abandonaron la ciudad sin que se conozca con certeza el destino y tampoco cuál fue la formación que recibió la joven durante estos años, pero parece ser que en 1880, con dieciséis años tenía unos conocimientos poco habituales entre las mujeres de la época y nociones elementales de francés e italiano. Dolores murió en 1881 habiendo dejado encomendado el cuidado de su hija a un hombre del que no se conoce la identidad, al que Morell se refiere en sus cartas a Galdós como papá o Caballero de la Triste Figura y con el que vivió varios años en Madrid. En contraste con el papel de esposas tradicionalmente asignado a las mujeres de clase media de su tiempo, Morell eligió no depender de nadie y al no tener una situación económica sólida que garantizara su sustento, optó por dedicarse al mundo de la interpretación teatral, un ámbito que coincidía con sus gustos, capacidades y cultura y que además, estaba mejor visto para una mujer de su posición que otros oficios considerados adecuados solo para las clases populares. A pesar de sus esfuerzos y del apoyo de Galdós, no alcanzó el éxito que ella esperaba como actriz y acabó dependiendo económicamente de la ayuda de terceros.
No se sabe exactamente cuándo y cómo Morell conoció a Galdós, pero sí que fue en 1891. Mantuvo con él una relación de varios años durante la que el escritor la ayudó en su carrera como actriz. La introdujo en el ambiente teatral y escribió papeles para ella. Por su parte Morell le proporcionó inspiración para perfilar algunos personajes de sus obras. En enero de 1892, Galdós publicó su novela Tristana en la que se aprecian similitudes entre el inicio de su relación con Morell y el de la pareja de Horacio y Tristana y entre el personaje de Don Lope y el protector de Morell tras la muerte de su madre. Además de reproducir el paralelismo en la relación del protector seductor y la pupila seducida. También se considera que pudo inspirar el personaje principal de Electra.
El 15 de marzo de 1892, Galdós estrenó en el Teatro de la Comedia, la obra Realidad en la que Morell debutó con el papel de Clotilde escrito probablemente para ella. La respuesta de la crítica fue dispar. La ignoró en unas ocasiones, en otras habló mal de su interpretación, mientras que los periódicos El Globo y El País reconocieron su trabajo. En abril y mayo, como parte de la Compañía teatral de Antonio Vico, hizo una gira por Galicia interpretando en La Coruña, Vigo, Pontevedra y Santiago de Compostela papeles menores en piezas cortas como los juguetes cómicos Lagartijo y La hija de León, de Carlos Sánchez, Los corridos, de Ramón Marsal, La criatura, de Ramos Carrión, Los tocayos, de Vital Aza, El alcalde de Zalamea, de Calderón de la Barca donde hizo de Inés o Don Juan Tenorio, de José Zorrilla donde fue la tornera. Durante la gira, escribió a Galdós cartas en las que le expresaba, entre otras cosas, su agradecimiento por haberle facilitado la entrada en el mundo del teatro y su desilusión al darse cuenta de que no era la gran actriz que deseaba ser. Con la misma compañía, interpretó el papel de Amanda Rubau en la obra Gerona, estrenada en febrero de 1895, en el Teatro Español y que no tuvo éxito. Mes y medio después, Morell fue despedida de este teatro sin que se supiera la causa.
Uno de los acontecimientos singulares en la vida de la actriz fue su conversión, en marzo de 1897, al judaísmo en Bayona. Parece ser que su interés provenía de que su madre era judía o al menos, simpatizante de esta religión. Otra versión apunta a que se produjo como rechazo al catolicismo del periódico El Siglo, en el que el periodista Ramón Nocedal había publicado un artículo atacando a Galdós. Fue en este bautismo donde tomó el nombre de Ruth.
Con Galdós realizó varios viajes por el País Vasco, Navarra, Cantabria o París. Su relación se deterioró y finalmente, Morell se instaló en Santander donde recibía visitas cada vez con menos frecuencia del escritor hasta su separación definitiva en 1900. La ruptura le acarreó serios problemas ya que dependía económicamente de él. Se dice que este le estuvo enviando hasta 1903 veinte duros mensuales, cantidad que no resultaba suficiente para su forma de vida por lo que intentó trabajar nuevamente en el teatro y buscó recomendaciones para otros trabajos, pasó por el Convento de los Santos Ángeles Custodios de donde la echaron por no querer renunciar al judaísmo. El naturalista santanderino Augusto González de Linares, amigo de Galdós, le ofreció ayuda hasta su fallecimiento en 1904. Morell participó activamente en los homenajes que le rindió la ciudad de Santander, donó sesenta y cinco céntimos a la iniciativa del Ayuntamiento de levantar un mausoleo en su sepultura y publicó el 15 de mayo en su memoria un pequeño artículo titulado Flores, Lágrimas y Besos en el La Voz Montañesa, periódico de ideas republicano-federales en el que publicó otros tres artículos el 26 de junio, el 24 de julio y el 14 de agosto de 1904 como Centaura Linarensis, uno de sus seudónimos. Otros fueron Ruth Morell y Virgen Roja.
Nuevamente sola, se involucró con grupos republicanos federales de Santander y dirigió su energía a la causa. Participó en mítines en los que transmitió mensajes feministas y se declaró republicana, amante de la libertad de imprenta y de culto. En una velada federal que tuvo lugar el 22 de junio de 1904, junto a personajes destacados de la clase obrera como Osear de Leymis y Eduardo Pérez Iglesias llegó a celebrar la República federal como precursora de la Anarquía. El 22 de abril de 1906 murió, con 42 años. Su casera durante sus últimos once años de vida, Consuelo Rivera Gómez, recogió todas sus cosas, entre ellas, manuscritos y escribió a una dirección de Madrid que conservaba preguntando si los necesitaban. Recibió respuesta negativa, pero antes de que tuviera tiempo de quemarlos, apareció un hombre cuya identidad se desconoce que se los cambió por una carreta llena de patatas. Morell fue enterrada en la ciudad de Santander, en el Cementerio de Ciriego debido a que el de Monte había sido clausurado el 4 de febrero para construir uno nuevo.

## Obra
¡Plafz! Cuento azul es el relato breve que firmó como Ruth Morell. Fue editado el 31 de julio de 1904 por la imprenta La Ideal de Santander. Consta de ocho páginas en octavo y su precio era de 10 céntimos. La Biblioteca Nacional conserva un ejemplar del mismo.
La correspondencia que mantuvo con Galdós no se conoce al completo. Muestra, además de su relación amorosa, aspectos de la personalidad y cotidianeidad de ambos y de la labor creadora del autor durante aquellos años ya que solía remitirle pruebas de sus obras solicitando su opinión. Se conserva en la Casa-Museo de Galdós de Las Palmas de Gran Canaria.